# Pic de Bugarret
Le pic de Bugarret est un sommet des Pyrénées françaises.

## Géographie
Il est situé dans le département des Hautes-Pyrénées dans le massif du Néouvielle, près de Saint-Lary-Soulan dans le parc national des Pyrénées et près de la réserve naturelle nationale du Néouvielle.

## Histoire
Le 13 août 1890, Henri Brulle, Célestin Passet et François Bernat-Salles réalisent la première du pic de Bugarret.

## Voie d'accès
Le sommet est accessible au départ du lac Tourrat.